# Unión Europeísta
Unión Europeísta fue el nombre que adoptó una coalición electoral formada en España para presentarse a las elecciones al Parlamento Europeo de 1987, las primeras celebradas en España para elegir representantes en dicha cámara. Sus integrantes eran dos partidos de ámbito regional y carácter nacionalista periférico y de centro-derecha: Partido Nacionalista Vasco y Partido Galeguista Nacionalista (PGN). La candidatura la encabezaba Jon Gangoiti (PNV), seguido de Manuel Tubío (PGN).
La coalición obtuvo 226.579 votos en toda España (1,18%), siendo la novena fuerza política y sin conseguir ningún eurodiputado de los 60 en juego (fue la segunda candidatura con mayor número de votos que no obtuvo representación). La coalición sólo obtuvo resultados apreciables en el País Vasco (208.135 votos, 19,32% en la comunidad autónoma), donde fue la segunda fuerza, tras Herri Batasuna. Los resultados en Galicia (5.322 votos, 0,43%) y Navarra (2.574
votos, 0,91%) fueron discretos, resultando insignificantes en el resto de España.